# Преображение (Рафаело)
„Преображение“ е последната картина на италианския ренесансов художник Рафаело Санти, над която работи до смъртта си през 1520 г.
Нарисувана е по поръчка на кардинал Джулио де Медичи, който е и бъдещият папа Климент VII за олтара на църквата „Свети Юстус“ и Пастор в Нарбон. Намира се във Ватиканските музеи.

## История
Кардинал Джулио де Медичи, братовчед на папа Лъв Х, който наред с всичките си постове е и начело на епархията на Нарбон, решава да поръча две картини за църквата там: „Преображение Христово“ и „Възкресението на Лазар“.
През декември 1516 г. по време на среща на Микеланджело с папата и кардинала, на художника е предложено да нарисува „Възкресението на Лазар“. Микеланджело отказва, но се съгласява да даде ескизи за извършване на работата. Поръчката за тази картина е дадена на Себастиано дел Пиомбо, който е негов ученик и приятел. Поръчката за картината „Преображение“ е възложена на Рафаело. По този начин се провокира отново съперничеството, което десет години по-рано се разгаря между Микеланджело и Рафаело по повод фреските на залите в папството, известни сега като Зали на Рафаело.
„Възкресението на Лазар“ неофициално е представена през есента на 1518 г., докато Рафаело едва започва своята картина. Въпреки че той започва да работи трескаво по картината си, той не успява да я завърши и при официалното представяне на картината на Пиомбо при папа Лъв Х. Но когато Рафаело умира внезапно през 1520 г., картината е почти изцяло завършена. Една седмица след смъртта му картината „Преображение“ е поставена до „Възкресението на Лазар“.
Кардинал Джулио де Медичи не изпраща картината във Франция, а я поставя в главния олтар на църквата Сан Пиетро ин Монторио в рамка. През 1774 г. в базиликата Свети Петър е изпълнено мозаечно копие на картината. През 1797 г. по време на италианската кампания на Наполеон, картината е конфискувана от френските войски заедно със стотици други произведения на изкуството.
След падането на Наполеон през 1815 г. доверени лица на папа Пий VII в изпълнение на Парижкия мирен договор от 1815 г. връщат в Италия 66 картини, включително и „Преображение“. Съгласно договореностите на Виенския конгрес всички те стават достояние на широката публика. Картината се намира във Ватиканските музеи.